# Keokuk and Hamilton Bridge Company

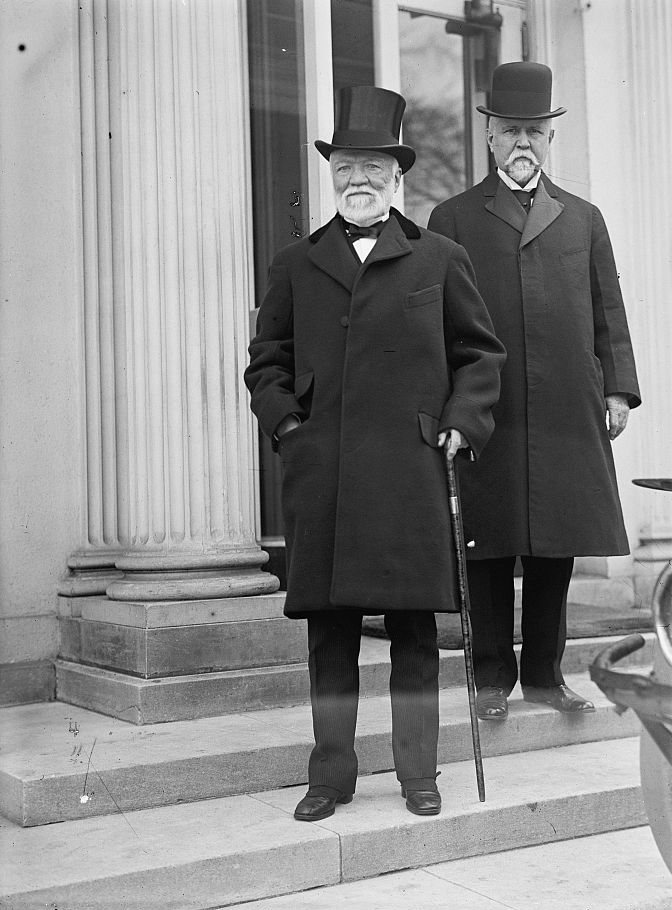
Präsident der Keokuk and Hamilton Bridge Company Andrew Carnegie und der Sekretär und Schatzmeister Theodore P. Gilman

Die Keokuk and Hamilton Bridge Company war eine Eisenbahngesellschaft in den Vereinigten Staaten. Die Gesellschaft besaß die Keokuk & Hamilton Bridge bzw. deren Vorgängerbauwerk sowie die 3,2 Kilometer lange Bahnstrecke zwischen Keokuk und Hamilton.

## Geschichte
Um die Erschließung der in Iowa gelegenen Gebiete zu verbessern begannen ab Mitte der 1860er Jahre Geschäftsleute in Iowa und im benachbarten Illinois nach Wegen zum Bau einer Brücke über den Mississippi zu suchen.  Deshalb entstand am 13. Februar 1865 die Hancock County Bridge Company in Illinois und am 15. Januar 1866 die Keokuk and Hamilton Mississippi River Bridge Company in Iowa. Mit dem Beginn des Baues der transkontinentalen Eisenbahnstrecke durch die Union Pacific Railroad 1865 begannen die Eisenbahngesellschaften in den westlich von Omaha gelegenen Gebieten nach Möglichkeiten zu suchen, um vom erwarteten Verkehr zu profitieren.
Am 25. Juli 1866 wurde durch Präsident Andrew Johnson ein Gesetz unterzeichnet, das die Errichtung von acht Mississippi-Brücken erlaubte, unter anderem eine in Keokuk. Der Bau einer solchen Brücke schien für den Stahlmagnaten Andrew Carnegie interessant und er gewann die Manager der Pennsylvania Railroad (PRR) John Edgar Thomson und Thomas Alexander Scott für das Projekt.
Die von einer solchen Brücke profitierenden Bahngesellschaften Columbus, Chicago and Indiana Central Railway (eine gepachtete Tochtergesellschaft der Pennsylvania Railroad), die in Illinois gelegenen Gesellschaften Toledo, Peoria and Warsaw Railway und die Toledo, Wabash and Western Railway sowie die in Iowa gelegene Des Moines Valley Railroad sorgten für die Fusion der beiden Brückengesellschaften am 1. August 1868 zur Keokuk and Hamilton Bridge Company. Andrew Carnegie wurde Präsident der neuen Gesellschaft.
Mit einem Vertrag vom 19. Januar 1869 zwischen den Bahngesellschaften und der Brückengesellschaft wurde festgelegt, dass die Keokuk and Hamilton Bridge Company eine Brücke zwischen Hamilton und Keokuk errichtet, betreibt und unterhält. Im Gegenzug verpflichteten sich die Gesellschaften zur Zahlung einer Nutzungsgebühr. Außerdem verpflichteten sich die Bahngesellschaften je zu einem Viertel die Übernahme von Verlusten und zur Zahlung der Zinsen von aufzunehmenden Anleihen.

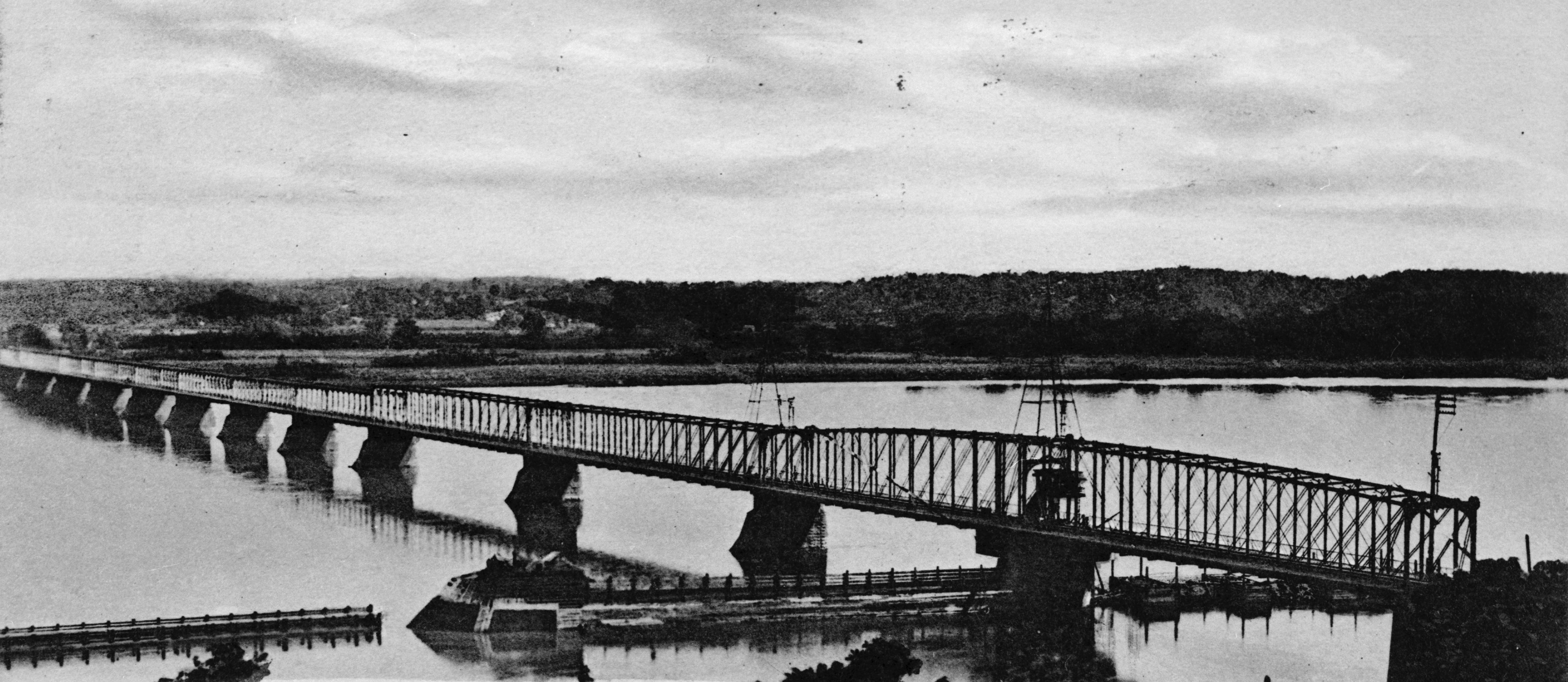
Erste Keokuk & Hamilton Bridge aus Eisen (1871)

Für die zwischen 1869 und 1871 durch Andrew Carnegies Keystone Bridge Company erbaute Brücke gab die Gesellschaft 30-jährige vermögensgesicherte Anleihen in einer Höhe von 1 Million Dollar mit einer Verzinsung von 8 % heraus. Zusätzlich wurden Aktien in Höhe von 1 Million Dollar herausgegeben. Die Aktien wurden der Keystone Bridge Company für die Errichtung der Brücke übereignet. Die Baukosten der Brücke betrugen rund 850.000 $.
Kurz darauf kam es zum Börsencrash von 1872, der für den Konkurs mehrerer Bahngesellschaften führte. Die Des Moines Valles Railroad wurde am 17. Oktober 1873 im Rahmen einer Versteigerung zerschlagen die Toledo, Peoria and Warsaw Railway und die Toledo, Wabash and Western Railway  wurden von anderen neu gegründeten Gesellschaften übernommen und die Columbus, Chicago and Indiana Central Railway wurde von der Pennsylvania Railroad und deren Tochtergesellschaft Pittsburgh, Cincinnati und St. Louis Railroad übernommen. In der Folge verweigerten die beiden PRR-Gesellschaften die Zahlung des Verlustausgleiches, da die Gesellschaft die Brücke nicht mehr nutzte. Durch den Oberste Gerichtshof wurde der Vertrag für gültig erklärt und die beiden Gesellschaften zur Zahlung ihres Verlustanteiles verpflichtet. Durch die Zahlung von 250.000 $ befreite sich die PRR von der dauerhaften Zahlungsverpflichtung.

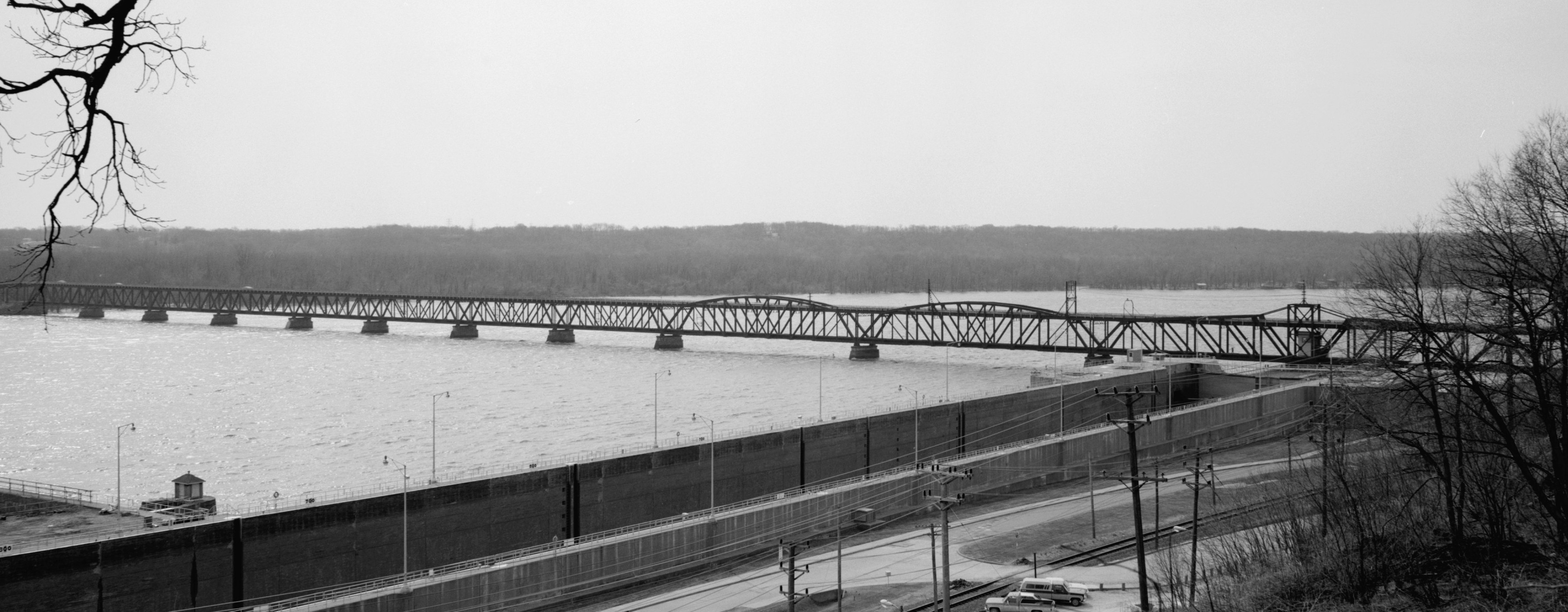
Zweite Keokuk & Hamilton Bridge aus Stahl (1916)

Nachdem die Brücke dem gestiegenen Verkehr nicht mehr gewachsen war, die Unternehmer von Keokuk eine bessere Brücke wünschten und die Gefahr der Errichtung einer zweiten Brücke bestand, entschloss sich das Unternehmen nach Aufforderung durch einen Kongressausschuss zur Sanierung und Erneuerung der Brücke. Dafür wurde 1914 die Keokuk & Hamilton Bondholders Company als Holdinggesellschaft gegründet. Diese übernahm alle ausstehenden Anleihen im Tausch gegen neue umsatzgesicherte Anleihen und gab weitere vermögengesicherte Anleihen in Höhe von 384.800 $ mit einem Zins von 6 % heraus um die Finanzierung sicherzustellen. Gesichert war diese neuen Anleihe durch die ursprüngliche Anleihe. Die neuen umsatzgesicherten Anleihen wurden später in 100.100 Aktien im Wert von 10 $ umgetauscht. Damit wurden die Anleiheneigentümer zu Aktionären der Keokuk & Hamilton Bondholders Company.
Andrew Carnegie war bis kurz vor seinem Tod Präsident der Gesellschaft. Danach übernahm Theodore Gilman diese Position. Mitte der 1920er Jahre wurde der mit Carnegie verbundene Manager Royal D. Edsell Präsident.
1938 bot die Gesellschaft die Brücke der Stadt Keokuk für 1.143.000 $ zuzüglich einer Entschädigung für die Aktien zum Kauf an. Im Gegenzug bot die Stadt 500.000 $.
Die aus der Brückenbenutzung durch die Bahngesellschaften, Autos und Fußgänger erzielten Einnahmen reichten nicht aus, um die laufende Unterhaltung und Reparaturen zu gewährleisten.
Nachdem erneut die Gefahr bestand, dass eine zweite Brücke durch die Stadt errichtet würde, erfolgte der Vorschlag einer Übernahme der Brücke als „Geschenk“. Im Gegenzug wären nur noch ausstehende Verpflichtungen aus den Anleihen und den Aktien in Höhe von 775.000 $ zu zahlen. Alternativ könnte die Zahlung auch als Anleihe auf der Brücke lasten.
Zur Vorbereitung der Übergabe und Refinanzierung erfolgte zum 18. Juni 1941 die Gründung der Keokuk & Hamilton Bridge Inc. und die Übernahme der Brücke durch diese Gesellschaft. Royal Edsell war auch Präsident dieser Gesellschaft mit Sitz in Keokuk bis zu seinem Tod 1945.
Nach Abschluss der Verhandlungen und der Übergabeprozedere übernahm am 13. Januar 1949 die Stadt die Brücke in ihr Eigentum.

## Wirtschaftliche Entwicklung
Die wirtschaftliche Entwicklung der Gesellschaft war schwankend. Insbesondere war der erwartete Verkehr aus Richtung Omaha/Council Bluffs (Beginn der transkontinentalen Bahnstrecke der Union Pacific Railroad) geringer als erwartet, da sich Strecke über Davenport/Rock Island zur Hauptverkehrsroute nach Chicago entwickelte.
So betrug der Gewinn 1902 3.268 $. 1915 betrug der Gewinn 12.332 $, 1918 machte die Gesellschaft mit 8.621 $ Verlust. Danach stiegen die Gewinne wieder an auf 52.716 $ im Jahr 1920. Die Einnahmen reichten jedoch nicht, um die Verzinsung der Anleihen zu garantieren.

## Unternehmenssitz
Das Unternehmen hatte seinen Sitz in New York City.